# 刘延朗
刘延朗（？—936年），字伯玉，宋州虞城县（今河南省虞城县）人，中国五代十国后唐大臣。
李从珂担任河中节度使时，以刘延朗为军城马步军都虞候，倚为腹心。李从珂转任凤翔节度使，刘延朗为孔目官，参予谋议，管理公私粟帛，来供李从珂起兵之急需。李从珂起兵夺取李从厚的皇位，招纳降将及攻入洛阳之用，皆无所缺。李从珂即位，刘延朗为庄宅使，改任宣徽北院使、枢密副使、检校太傅，掌机密。刘延朗专断朝政，居功恃宠，官员升迁任免，归于刘延朗。各地的节度使，一定先贿赂刘延朗，后议进贡，刘延朗以贿赂多少而升降官吏。聚钱三十万贯。后唐灭亡，被后晋兵所杀。

## 延伸阅读
[在维基数据编辑]
 《舊五代史·卷69》，出自薛居正《舊五代史》
 《新五代史·卷27》，出自歐陽修《新五代史》